# Regata Santos-Rio
Regata Santos-Rio, foi a primeira regata de veleiros realizada em mar aberto ocorrida no Brasil. Ela ocorre anualmente desde 1950.

## História
Até 1951 as regatas eram circunscritas a lagoas e baías, locais mais abrigados. José Candido Pimentel Duarte, pioneiro da vela no Brasil, idealiza a realização de uma regata de longo percurso que, sem dúvida, seria um desafio aos velejadores da época. Joaquim Belém, que acabara de construir o primeiro veleiro da classe Brasil nos estaleiros do Iate Clube do Rio de Janeiro, resolveu realizar a regata. Para tanto, contatou Mariano Jatahy Marcondes Ferraz, do Iate Clube de Santos (ainda em construção) e ambos executaram a Regata Santos-Rio, a primeira mais longa em águas brasileiras. Com um percurso médio de 180 milhas, esta regata tinha a sua largada no canal de Santos, saindo em direção à ilha de São Sebastião, podendo, ou não, passar por fora dela. O restante do percurso era pontuado por pequenas ilhas e outros acidentes geográficos até chegar, já em águas cariocas ao Arpoador, finalizando a prova. A Santos-Rios tinha como objetivo capacitar o velejador a adquirir desenvoltura e aprimoramento na arte de navegar.Sua importância não se restringiu à disputa de veleiros, mas foi também, segundo Fernando Pimentel Duarte, a semente germinadora da organização da vela de oceano, traduzida na criação da Associação Brasileira de Veleiros de Oceano (ABVO).
No início da década de 50, a sede do Iate Clube de Santos estava em construção no Guarujá, o que impossibilitava os encontros de velejadores. Sendo assim, os sócios do recém criado clube adotaram o restaurante Jangadeiro, na Ponta da Praia de Santos para realizarem as reuniões preparatórias da I Regata Santos - Rio. Até a inauguração do Iate Clube de Santos, o clube Saldanha da Gama dava o apoio necessário às embarcações. Os preparativos desta regata mobilizaram a atenção de muitos veleiros que, animados, se dispuseram a participar do evento.